# Половинка, Марфа Ивановна
Марфа Ивановна Половинка (13 октября 1927 — 16 января 1996) — передовик советского сельского хозяйства, бригадир овощеводческой бригады совхоза «Днипро» Днепропетровского района Днепропетровской области, Герой Социалистического Труда (1973).

## Биография
Родилась в 1927 году на территории Днепропетровской области, в украинской крестьянской семье.
В Великую Отечественную войну проживала на оккупированной территории. После освобождения, в 1944 году, начала трудиться рабочей в колхозе "Украина". В дальнейшем назначена звеньевой овощеводческой бригады. Должность бригадира стала осуществлять в 1964 году. Своим трудом сумела добиться высоких производственных показателей. Урожай зерновых получала по 73 центнера с гектара посевной площади, а урожай овощей до 340 центнеров с гектара.
Указом Президиума Верховного Совета СССР от 8 декабря 1973 года за получение высоких показателей в сельском хозяйстве и рекордные урожаи зерновых и овощей Марфе Ивановне Половинка было присвоено звание Героя Социалистического Труда с вручением ордена Ленина и медали «Серп и Молот».
Продолжала трудиться в совхозе бригадиром. С 1976 года работала начальником отдела совхоза. В 1978 году вновь возглавила бригаду и работала здесь до выхода на заслуженный отдых.
Проживала в городе Днепропетровске. Умерла 16 января 1996 года.

## Награды
За трудовые успехи была удостоена:
- золотая звезда «Серп и Молот» (08.12.1973)
- орден Ленина (08.12.1973)
- Орден Октябрьской Революции (24.12.1976)
- Орден Трудового Красного Знамени (15.12.1972)
- Государственная премия СССР (1977)
- другие медали.